# Commission de la pêche
La Commission de la pêche est une des vingt-deux commissions du Parlement européen. Elle a des compétences assez étendues. Elle s'occupe du fonctionnement et du développement de la politique commune de la pêche, de la préservation des stocks de poissons, de l'organisation commune du marché des produits de la pêche, de la politique structurelle dans les secteurs de la pêche et de l'aquaculture (y compris les instruments financiers d'orientation de la pêche) et des accords internationaux de pêche. Elle est présidée lors de la Neuvième législature par le député britannique Chris Davies puis par le député français Pierre Karleskind, à la suite du retrait du Royaume-Uni de l'Union européenne. 

## Rôles et objectifs
La commission de la Pêche du Parlement européen est responsable :
- du fonctionnement et du développement de la politique commune de la pêche et de sa gestion ;
- de la conservation des ressources halieutiques, de la gestion des pêcheries et des flottes exploitant ces ressources et de la recherche marine et appliquée à la pêche ;
- à l'organisation commune des marchés des produits de la pêche et de l'aquaculture, ainsi qu'à leur transformation et leur commercialisation ;
- la politique structurelle dans les secteurs de la pêche et de l'aquaculture, y compris les instruments financiers et les fonds d'orientation de la pêche destinés à soutenir ces secteurs ;
- la politique maritime intégrée en ce qui concerne les activités de pêche ;
- les accords de partenariat pour une pêche durable, les organisations régionales de pêche et la mise en œuvre des obligations internationales dans le domaine de la pêche.

## Membres

### Législature 2009-2014
| Nom              | Position au sein de la commission | Pays        | Groupe politique |
| ---------------- | --------------------------------- | ----------- | ---------------- |
| Gabriel Mato     | Président                         | Espagne     | PPE              |
| Struan Stevenson | Vice-président                    | Royaume-Uni | CRE              |
| Alain Cadec      | Vice-président                    | France      | PPE              |
| Guido Milana     | Vice-président                    | Italie      | S&D              |
| Carl Haglund     | Vice-président                    | Finlande    | ADLE             |

### Législature 2019-2024
| Nom                        | Position au sein de la commission | Pays        | Groupe politique |
| -------------------------- | --------------------------------- | ----------- | ---------------- |
| Chris Davies               | Président (2019-2020)             | Royaume-Uni | RE               |
| Pierre Karleskind          | Président (2020-2024)             | France      | RE               |
| Peter van Dalen            | Vice-président                    | Pays-Bas    | PPE              |
| Søren Gade                 | Vice-président                    | Danemark    | RE               |
| Giuseppe Ferrandino        | Vice-président                    | Italie      | S&D              |
| Cláudia Monteiro de Aguiar | Vice-présidente                   | Portugal    | PPE              |